# Maria Pacôme

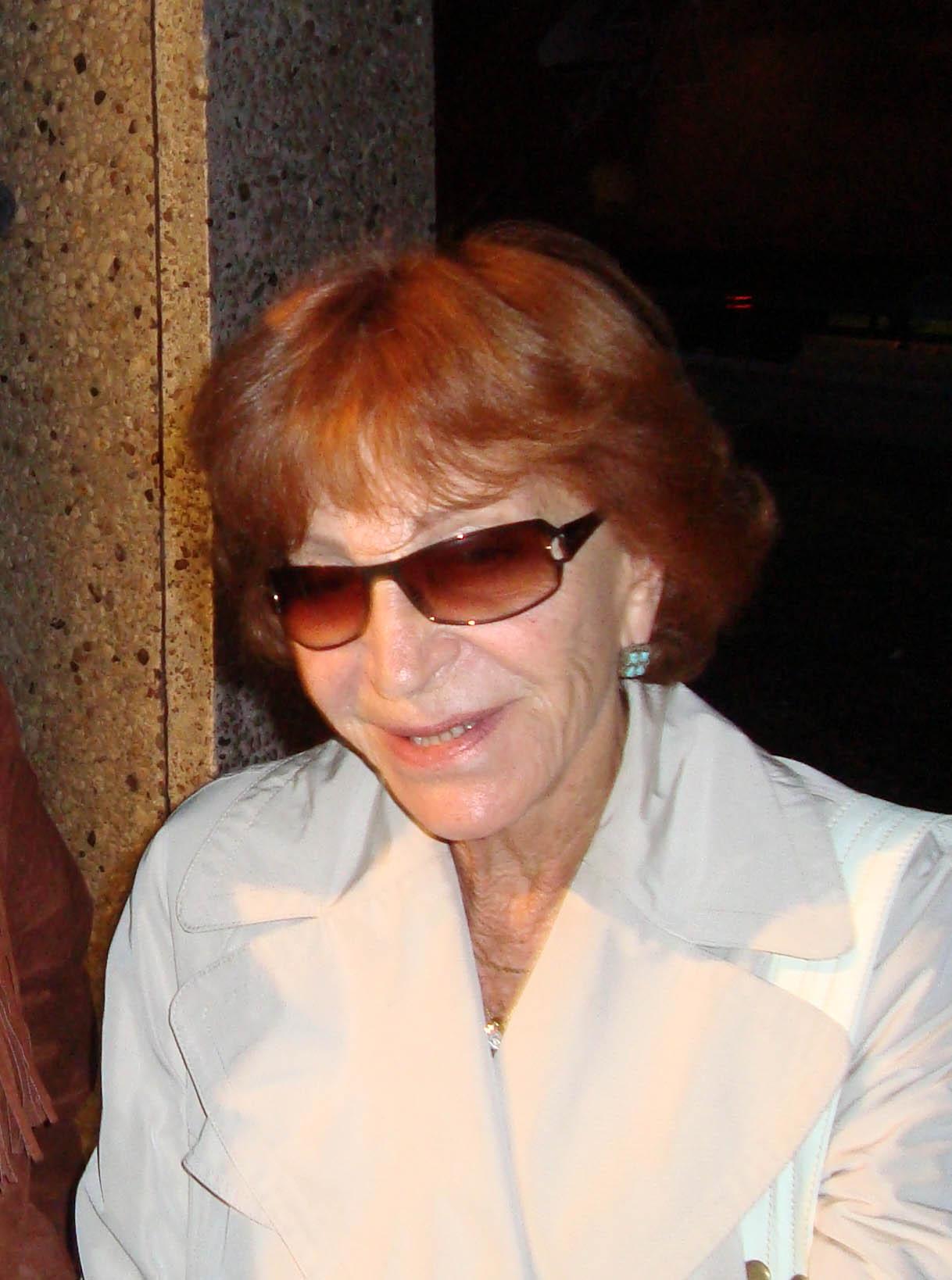
Maria Pacôme (2008)

Simonne Maria Pacôme (* 18. Juli 1923 in Paris; † 1. Dezember 2018 in Ballainvilliers) war eine französische Film- und Theaterschauspielerin.

## Werden
Maria Pacôme besuchte in Paris die Handelsschule und arbeitete anschließend als Schuhverkäuferin. Nach dem Zweiten Weltkrieg nahm sie Schauspielunterricht und spielte unter anderem Namen bei reisenden Tourneetheatern in der französischen Provinz. 1950 heiratete sie Maurice Ronet, von dem sie sechs Jahre später wieder geschieden wurde. 1956 spielte sie erstmals auf einer Pariser Bühne. Nach ihrer Rückkehr aus Kanada, wo sie zwei Jahre verbracht hatte, agierte sie 1958 im Pariser Théâtre Athénée mit Jean-Paul Belmondo als Partner in dem Stück Oscar von Claude Magnier. Später wirkte sie in zahlreichen Filmen und Fernsehstücken mit. 1977 schrieb sie die Komödie Celine, in der sie am Théâtre des Nouveautés in Paris über viele Monate hinweg die Hauptrolle verkörperte.

## Filmographie (Auswahl)
- 1959: Wollen Sie mit mir tanzen? (Voulez-vous danser avec moi?)
- 1960: Liebesspiele (Les Jeux de l’amour)
- 1961: Le Tracassin (Les Plaisirs de la ville)
- 1962: Mondschein über Maubeuge (Un clair de lune à Maubeuge)
- 1962: Que personne ne sorte
- 1962: Le Théâtre de la jeunesse: Le fantôme de Canterville (TV)
- 1963: Der Mord, der zweimal geschah (Constance aux enfers)
- 1964: Der Gendarm von St. Tropez (Le Gendarme de St. Tropez)
- 1964: Bei Oscar ist ’ne Schraube locker (Une souris chez les hommes)
- 1964: Les Gorilles
- 1965: Seule à Paris (TV-Serie)
- 1965: Die tollen Abenteuer des Monsieur L. (Les Tribulations d’un Chinois en Chine)
- 1966: Les Combinards
- 1966: Au théâtre ce soir: Interdit au public (TV)
- 1966: Geliebter Schuft (Tendre voyou)
- 1968: Un drôle de colonel
- 1969: La Maison de campagne
- 1970: Der Zerstreute (Le distrait)
- 1970: Les Enquêteurs associés (série TV)
- 1972: Au théâtre ce soir: De doux dingues (TV)
- 1972: Au théâtre ce soir: Le Don d’Adèle (TV)
- 1974: Bons baisers… à lundi
- 1975: Gib Gas, Dicker! (Pas de problème!)
- 1975: Au théâtre ce soir: Le Noir te va si bien (TV)
- 1976: La Situation est grave… mais pas désespérée
- 1976: Silence… on tourne
- 1977: Der letzte Kuß (Le Dernier baiser)
- 1980: Glückwunsch … mal wieder sitzengeblieben (Les sous-doués)
- 1982: Emmenez-moi au théâtre : Apprends-moi Céline (TV)
- 1992: Die Krise (La crise)
- 1994: Adieu les roses (TV)
- 1995: Comment épouser un héritage? (TV)
- 1995–1998: Docteur Sylvestre (TV-Serie)
- 1996: Der schöne Sommer (Le bel été 1914)
- 1997: Une femme très très très amoureuse
- 1998: Ça commence à bien faire! (TV)
- 2001: Un couple modèle (TV)
- 2003: Der kleine Scheißer (Mauvais esprit)
- 2003: Une villa pour deux (TV)
- 2005: Cyrano de Ménilmontant (TV)
- 2006: Les Secrets du volcan (TV)
- 2011: Titeuf, le film
- 2011: Emma (TV)
- 2012: Arrête de pleurer Pénélope

## Auszeichnungen
Für ihre Rolle im Film Die Krise erhielt sie 1993 eine Nominierung für den César in der Kategorie Beste Nebendarstellerin.